# Helmut Dietterle
Helmut Dietterle (* 2. Juni 1951 in Neuler) ist ein ehemaliger deutscher Fußballspieler und derzeitiger -trainer.

## Sportlicher Werdegang
Dietterle spielte zunächst für den VfR Aalen, mit dem er 1972 einerseits in die 1. Amateurliga aufstieg und andererseits den WFV-Pokal 1971/72 – beim 5:3-Finalsieg gegen den FV Ravensburg glänzte er als dreifacher Torschütze – gewann. Von 1974 bis 1980 war er beim VfB Stuttgart aktiv, wo er am 24. August 1974 beim Spiel der Schwaben gegen den VfL Bochum in der Bundesliga debütierte. Insgesamt kam der Mittelfeldakteur auf 42 Spiele in der Bundesliga und 26 Einsätze in der 2. Bundesliga.
Bereits als Spieler des VfR Aalen wurde Dietterle am 13. Juni 1973 beim Länderspiel der DFB-Amateure in Offenbach gegen Malta in die deutsche Fußballnationalmannschaft der Amateure berufen. Mit seinem 14. Einsatz am 26. September 1978 in Bielefeld gegen China A endete seine Laufbahn in der Amateurnationalmannschaft.
Direkt nach seinem Karriereende 1980 heuerte er beim VfB Stuttgart als Trainerassistent an und unterstützte das Trainerteam von Jürgen Sundermann. Später war er vor allem im württembergischen Amateurfußball tätig. 1991 übernahm er als Cheftrainer seinen ehemaligen Klub VfR Aalen, den er drei Spielzeiten betreute. Im Sommer 1994 wechselte er zu den Sportfreunden Dorfmerkingen. 1997 führte er den Klub in die Verbandsliga Württemberg, wo er auf Anhieb Vizemeister wurde und nach Erfolgen über den ASV Durlach in der anschließenden Aufstiegsrunde in die Oberliga Baden-Württemberg aufstieg.
Als Manager (sportlicher Leiter) war er erneut beim Regionalligisten VfR Aalen tätig, wurde aber im Mai 2008 nach dem aus Aalener Sicht enttäuschenden Verlauf der Saison 2007/08 und persönlicher Differenzen mit Trainer Edgar Schmitt entlassen.
Seit September 2009 unterstützt Helmut Dietterle das Hilfsprojekt Wir helfen Afrika als Sportbotschafter.
Ab der Spielzeit 2010/11 bis zum 30. Juni 2012 war Dietterle Trainer des Fußball-Oberligisten 1. FC Normannia Gmünd. Er erreichte mit der Normannia das Endspiel um den WFV-Pokal gegen den Drittligisten 1. FC Heidenheim. Zudem erreichte die Normannia mit Helmut Dietterle die beste Platzierung in der Oberliga in ihrer Vereinsgeschichte. Zum Ende der Saison trennten sich die Wege von Trainer Dietterle und der Normannia. Im Jahr danach stieg die Normannia in die Verbandsliga ab. Nach einem Engagement beim TSV Essingen kehrte er 2014 erneut zu den Sportfreunden Dorfmerkingen zurück. Mit dem seinerzeitigen Landesligisten gewann er mit einem 3:1-Endspielerfolg gegen die drei Spielklassen höher antretenden Stuttgarter Kickers den WFV-Pokal 2016/17 und stieg im selben Jahr in die Verbandsliga auf, 2019 kehrte er als Verbandsligameister mit dem Verein in die Oberliga Baden-Württemberg zurück.